# El camaleón (Chéjov)
Para otras definiciones véase El Camaleón
El camaleón (Хамелеон en ruso) es un relato del escritor ruso Antón Chéjov escrito en 1884.

## Argumento
El inspector de policía Ochumélov con su capote nuevo y un hatillo a la mano cruza una plaza de mercado. Tras él camina un municipal pelirrojo que carga con un cedazo lleno de grosellas decomisadas. De pronto, se oye el quejido de alguien y el chillido de un perro. De un almacén de leña, sale corriendo el perro, perseguido por un hombre, que lo alcanza y lo agarra por las patas traseras. No tardó en apiñarse un gentío junto al almacén.
Ochumélov se acerca al grupo. El hombre que ha atrapado al perro muestra un dedo ensangrentado. Se trata del orfebre Jriukin. En el centro del grupo, temblando en el suelo, está el perro, un blanco cachorro de galgo cuyos ojos lacrimosos muestran una expresión de pavor.
El inspector pregunta por lo ocurrido. Jriukin le contesta que el perro, sin más ni más, le había mordido el dedo, y siendo un hombre que se gana la vida con su trabajo, exige que le paguen, porque puede que esté una semana sin poder moverlo.
Ochumélov pregunta de quién es el perro. Piensa multar al dueño por dejarlo callejear. Le pide a Eldirin que levante el oportuno atestado. En cuanto al perro dice que hay que matarlo, pues podría estar rabioso. Uno de los presentes dice que es del general Zhigálov. Ante esto, Ochumélov trata de granuja a Jriukin. Acaso se ha herido con un clavo y culpa injustamente al animal. Otro de los presentes cuenta que le había acercado un cigarro al morro para reírse, y el perro, claro, le había mordido. «¡Mientes!», grita Jriukin, y reclama al juez de paz. Pero Eldirin dice entonces que no cree que el galgo sea del general, pues los de éste son de raza, mientras que el implicado parece más un chucho. Aunque añade que quizás vio días atrás en el patio del general uno como aquel. «Es del general», asegura una voz. Entonces, Ochumélov ordena al guardia que se lo lleve al dueño y culpa a Jriukin del incidente.
Prójor, el cocinero de Zhigálov, pasa por allí en ese momento. Desmiente que el perro sea del general. El inspector sentencia que es un perro vagabundo, que hay que matarlo y no se hable más. Pero entonces Prójor añade que es de Vladímir Ivánich, el hermano del general, que está de visita. A Ochumélov se le ilumina la cara con una sonrisa al escuchar el nombre de su amigo. El cocinero se lleva al perro, mientras la gente se ríe de Jriukin, que recibe la amenaza del inspector de que ya ajustarán cuentas.